# 朴文奎
朴文奎（박문규，1906年—1971年10月15日），北韓政治家，國內派人，官至農業部長和朝鮮勞動黨中央委員。

## 生平
朴文奎出生於慶尚北道慶山市。1929年，他於京城帝國大學（現首爾大學）畢業。之後，他在這兒邊當助教，邊當研究生。當時，他的研究專題為朝鮮半島農業經濟。1931年，他開始參與反日運動。同時，他又建立建國同盟。1945年8月，日本投降，二戰結束，朴文奎開始從政，他加入北韓建國籌備委員會，並成為企劃部長和財政部長。
1948年，朴文奎來到北韓。同年，他在最高人民會議選舉中當選為代議員，並被最高領導人金日成委任為農業部長。1953年，游擊隊派和國內派的權力鬥爭升溫，加上游擊隊派領袖金日成在黨內逐漸得勢，國內黨開始受到打壓。同年，國內派的首領李承燁被指意圖發動政變而被處決，多名成員也被捲入其中。然而，考慮到朴文奎對農業有較高的技術知識，有利用價值，他因而沒有遭到肅清，反而被加入重用。1967年，他再度當選最高人民會議代議員及常任農業委員會總書記。1970年，他成為朝鮮勞動黨中央委員。由于长期患病，于1971年10月15日逝世。

## 資料來源
1. 1 2 3 4  박문규 （页面存档备份，存于）
2. 1 2 3  "历史回顧：金日成開展的党內鬥爭" 《多維新聞》 2012 9 14
3. ↑  . 人民日报. 1971年10月20日: 第6版.